# مركز الأميرة مارغريت للسرطان
مركز الأميرة مارغريت للسرطان (بالإنجليزية: Princess Margaret Cancer Centre)‏، الذي كان يُعرف سابقًا باسم مستشفى الأميرة مارغريت (بالإنجليزية: Princess Margaret Hospital)‏ هو مركز أبحاث علمية ومستشفى تعليمي في مدينة تورونتو بمقاطعة أونتاريو الكندية، يُعدّ أكبر مركز لأبحاث وعلاج الأورام في كندا، وواحدًا من أكبر خمسة مراكز للأورام في العالم. يتبع المركز كلية طب جامعة تورنتو بوصفه جزءًا من شبكة الجامعة الصحية.
أُسس المركز بموجب قانون أصدرته الهيئة التشريعية لمقاطعة أونتاريو في سنة 1952، وكان يحمل عند تأسيسه اسم «معهد أونتاريو للسرطان». وفي أواخر تسعينيات القرن العشرين، أجرت حكومة مايك هاريس إعادة هيكلة للقطاع الصحي، فاندمج مستشفى الأميرة مارغريت مع ما كان يُسمى بمستشفى تورونتو، الذي كان بدوره قد نشأ عن اندماج مستشفى تورونتو العام ومستشفى تورونتو الغربي، وصار الكيان الجديد يُسمى شبكة الجامعة الصحية.